# 佩斯基耶拉博罗梅奥
佩斯基耶拉博罗梅奥（義大利語：Peschiera Borromeo），是意大利米兰省的一个市镇。总面积23平方公里，人口22673人，人口密度985.8人/平方公里（2009年）。国家统计（ISTAT）代码为015171。